# Чумбагіш
40°51′21″ пн. ш. 72°21′57″ сх. д. / 40.85583° пн. ш. 72.36583° сх. д.
Чумбагіш (узб. Чумбоғич, Chumbogʻich) — міське селище в Узбекистані, в Андижанському районі Андижанської області.
Розташоване у Ферганській долині, на річці Бугази, за 3 км на захід від Куйган'яра, за 4 км на північ від Андижана. Через селище проходить автошлях Андижан—Чумбагіш—Арал—Пахтаабад. На півночі межує з селищем Каракалпак.
Населення 2,2 тис. мешканців (1990). Статус міського селища з 2009 року.